# ヴワディスワフ3世ラスコノギ
ヴワディスワフ3世ラスコノギ（Władysław III Laskonogi, 1165年? - 1231年11月3日）は、ポーランド大公（在位：1202年 - 1206年、1227年 - 1229年）及びヴィエルコポルスカ公。ミェシュコ3世と2度目の妃でキエフ大公イジャスラフ2世の娘エウドクシアの子でポズナン公オドンの異母弟。細足公（the Spindleshanks  波：Laskonogi）と呼ばれる。

## 生涯
1194年に異母兄オドンが没し、甥のヴワディスワフ・オドニツが幼いままヴィエルコポルスカを相続、ヴワディスワフ3世はオドニツの後見人としてヴィエルコポルスカの摂政となった。翌1195年に同母兄ボレスワフも死去、1202年に父が亡くなった後はポーランド大公位を受け継いだ。
ところが、カリシュ公国を巡る問題でオドニツと衝突、1206年にオドニツを追放したが、同年に従弟のレシェク1世にポーランド大公位を奪われた。オドニツとは一旦和解したが、1218年に再度追放、グダニスク公シフィエントペウク2世の元へ亡命した。1227年にレシェク1世が暗殺されるとポーランド大公に復位したが、1229年にレシェク1世の弟コンラト1世に廃位され、オドニツにヴィエルコポルスカも奪われ追放、1231年に没した。
1186年頃にリューゲン侯ヤロミール1世の娘ルシアと結婚したが、子供は無かった。